# Bethlehem (New Hampshire, statisztikai település)
Bethlehem statisztikai település az USA New Hampshire államában, Grafton megyében. Lakosainak száma 826 fő (2020. április 1.).

## Népesség
A település népességének változása:

| 2010 | 972 |
| 2020 | 826 |